# فيل ماركس
فيل ماركس (30 أبريل 1961 في زيمبابوي - ) (بالإنجليزية: Phil Marks)‏ هو لاعب كريكت أسترالي.

## وصلات خارجية
- فيل ماركس على موقع إي آس بي آن كريك إنفو (الإنجليزية)